# Lucecita (telenovela de 1972)
Lucecita, es una telenovela venezolana de principios de los años 1970 producida por la cadena Venevisión, versión de la telenovela homónima del año de 1967. Original de la escritora cubana Delia Fiallo. 
Protagonizada por Adita Riera y Humberto García, y con las participaciones antagónicas de Ivonne Attas y Betty Ruth.

## Trama
Rosa Camejo, gravemente enferma, viene a la ciudad a parar en casa de Modesta, una amiga de la infancia que trabaja desde hace muchos años con una familia rica. La acompaña su hija Lucecita, una campesina ingenua que nunca ha salido de los montes en que nació y creció. Entre Sergio, el hijo de Modesta, y Lucecita surge en seguida una corriente de simpatía.
Al saber que le queda poco de vida, Rosa decide llamar a Miguel Mendoza, el dueño de la casa donde trabaja Modesta, que es en realidad el padre de Lucecita, pues en su juventud Rosa fue seducida por aquel hombre que se aprovechó de su inocencia y luego la abandonó. Lucecita cree que su padre ha muerto y Miguel le resulta un desconocido. Rosa, preocupada por el destino de su hija, le hace jurar a Miguel que se ocupará de ella llevándola a vivir a su lado. Miguel no se atreve a confesarle la verdad a su esposa Graciela y lo que se le ocurre es llevar a Lucecita a su casa como una ayudante de Modesta.
En la casa Lucecita se encuentra con Gustavo, a quien conoció casualmente un día en que ella se estaba bañando en el río. Gustavo está casado con Angelina, que en su condición de inválida tiraniza dulcemente a toda la familia. Angelina tiene a su servicio a Mirta, una enfermera. Otro personaje que frecuenta la casa es Álvaro, un viejo amigo que funge de abogado en los negocios de Miguel y de Gustavo y que también muestra una extraña devoción por Angelina.
Miguel encuentra dificultades en que Graciela acepte como criada a aquella campesina torpe que continuamente comete disparates, pero al fin lo consigue.
Lucecita con su ternura e ingenuidad se va ganando el cariño de todos, menos el de Angelina y Graciela. Esta por un error que Lucecita comete, decide despedirla y para impedirlo Miguel tiene que confesarle la verdad, por lo cual Graciela le toma un odio profundo. Angelina por su parte se mortifica al ver que Gustavo en varias ocasiones defiende a Lucecita. Angelina siente una pasión morbosa hacia su marido. Ella sabe que si no estuviera inválida, Gustavo se hubiera divorciado de ella y que solo por el hecho de sentirse culpable del accidente que la dejó en aquel estado, es que permanece a su lado. Pero Angelina en realidad no está inválida. Finge para retener a Gustavo, no por verdadero amor, sino porque está demasiado acostumbrada a satisfacer sus caprichos y complacer su amor propio. Es un personaje neurótico, con doble personalidad y bruscas transiciones de carácter. Ella nunca quiso darle un hijo a Gustavo para no estropear su belleza ni crearse molestias. Es egoísta, mundana y capaz de cualquier cosa innoble con tal de lograr su voluntad, a pesar de la dulzura empalagosa con que se reviste para engañar a todos.
Álvaro quiere que a Angelina la vea un especialista famoso recién llegado que puede intentar su curación. En una discusión que tiene con Graciela por ese asunto se revela que el verdadero padre de Angelina es Álvaro. Ellos estaban comprometidos en su juventud y fue el mismo Álvaro quien le presentó a Miguel, a quien Graciela prefirió porque era un hombre rico y distinguido, mientras que Álvaro era solamente un oscuro abogado. Miguel resultó ser un hombre mujeriego que con sus infidelidades amargó a Graciela, hasta el punto de que ésta, en un momento le abandonó. Trastornada se entregó a Álvaro, pero cuando Miguel supo que iba a ser madre corre a buscarla y por cobardía Graciela calla la verdad. El sacrificado es Álvaro, que sigue como una sombra frecuentando aquella casa, recibiendo migajas y teniendo como único escape la bebida.
Sergio se enamora de Lucecita, pero también Gustavo en su soledad espiritual se siente atraído irresistiblemente hacia la joven. Cuando aquel sentimiento se hace demasiado evidente a los dos tratan de huir el uno del otro. Lucecita vuelve a su campo y Gustavo va para la finca y es así como sin ponerse ellos de acuerdo el destino los reúne nuevamente. Cuando se encuentran ya no tienen fuerzas para resistir aquel amor que los domina y en un instante de locura Gustavo hace suya a Lucecita. Inmediatamente ella se arrepiente y aunque él no quiere abandonarla, le dice que es preciso renunciar el uno al otro, pues ella jamás consentirá que él se divorcie de Angelina.
Para esconderse de Gustavo, Lucecita vuelve a la ciudad a buscar trabajo en otra parte y le pide a Modesta que no le diga a nadie en la casa donde está. Angelina apelando a sus encantos trata de reconquistar a Gustavo, y lo que consigue es que éste le plantee el divorcio. En un impulso irreprimible ella se pone de pie y esto hace que él piense en la posibilidad de que ella pueda curarse, lo que para él significaría la liberación. Pero después de traicionarse por un momento, Angelina cae en un estado de histerismo y amenaza con cosas terribles si Gustavo la abandona. Aquel estado de cosas y la incertidumbre de no saber de Lucecita, a quien ya ha llegado a querer hacen que Miguel sufra un ataque al corazón que lo pone al borde de la muerte.
Miguel hace llamar a Modesta y le suplica que haga venir a Lucecita junto a su lecho. Como Lucecita se niega por temor a encontrarse con Gustavo, Modesta le tiene que decir la verdad, que Miguel es su padre y está próximo a morir. Lucecita corre al lado de su padre que se siente feliz y más recuperado junto a su hija, Gustavo que ha presenciado la tierna escena consuela a Lucecita y Miguel pide que su abogado inicie los trámites para reconocer a su hija.
Lucecita es instalada en la mansión como lo que es: La hija del dueño. Angelina se dedica a hacerle la vida imposible pero delante de los demás hace que quiere mucho a su hermana. Doña María como buena abuela le regala a Lucecita un precioso vestido que le ha comprado para la velada de esa noche unas horas después y ante la mirada atónita de todos aparece Lucecita convertida en una auténtica princesa. Terminada la velada, Gustavo y Lucecita están conversando tranquilamente en el jardín, Lucecita se desmaya, llaman al doctor que la examina: Lucecita está esperando un hijo. Todos creen que el hijo que está esperando es fruto de su relación con Sergio, ella le ruega a Gustavo que no diga nada a nadie sobre su paternidad.
Pasa el tiempo y Gustavo gracias a la intervención del doctor que en su día atendió a Angelina se entera de que su esposa jamás estuvo embarazada y decidido hablar con las autoridades eclesiásticas para pedir la nulidad de su matrimonio. Por su parte Miguel a instancias de Angelina consiente un matrimonio entre Lucecita y Sergio.
El día de la boda, Álvaro le revela a Gustavo que en ese instante Lucecita está cansándose. Gustavo corre hacia la iglesia, aunque no ve a su amada, grita a los cuatro vientos que el padre del hijo de Lucecita es él. Después se presenta en la mansión de los Mendoza con la intención de irse con Lucecita fuera del país pero le dicen que la joven ha huido y que nadie sabe dónde está.
Lucecita vuelve al taller de costura en el que trabajó en antaño. Graciela trata de convencer a Miguel que Angelina es su hija, pero el hombre no le cree. Álvaro en un arranque de sinceridad le dice a Miguel que el hombre que disfrutó una noche de pasión con su esposa es él. Angelina por su parte está dispuesta a todo con tal de que Miguel no la deje sin testamento por lo que intenta envenenarlo pero Mirta lo evita.
Gustavo encuentra a Lucecita, quien ya luce avanzado estado de gravidez. Lucecita le ruega a Gustavo que no vuelva a visitarla, Gustavo le cuenta que se ha descubierto que Angelina no es hija de Miguel y que ya pueden irse ellos dos a vivir juntos pero Lucecita le dice que su amor es imposible, que le da mucha pena hacerle daño a una mujer que está postrada en una silla de ruedas. Mientras tanto Miguel echa de su mansión a Graciela. Mirta por su parte se presenta en casa de Lucecita con el único propósito de envenenar el corazón de la joven, le dice que Gustavo y ella son amantes desde hace tiempo. Angelina no está dispuesta a seguir siendo humillada, con la llegada del amanecer se levanta bien temprano y toma un enorme cuchillo de la cocina. Sergio sospecha de las intenciones de Angelina y alerta a María, Gustavo y Miguel del crimen que está a punto de suceder en esa casa. Angelina decidida a seguir con su plan, se dirige hasta el dormitorio de Lucecita, abre la puerta con mucho sigilo y allí encuentra que todos sus familiares se han reunido para proteger a la muchacha. Angelina es insultada y humillada por todos, eso aumenta su rabia y va a buscar a Lucecita hasta la pensión donde aún se encuentra, Lucecita mira a su visitante con asombro, sin mediar apenas palabra comienza una pelea entre las dos mujeres que hace que al final Angelina caiga rodando por las escaleras. Aclarado este percance Lucecita y Gustavo se casan y luego ella da a luz una bella niña. En tanto que la perversa Angelina ha quedado invalida de verdad, Álvaro quiere llevársela al extranjero, pero Angelina antes quiere ver a Gustavo, que acude a la cita y su exesposa le pide que la lleve hasta al aeropuerto, en el trayecto Angelina tiene una de sus crisis, haciendo que Gustavo pierda el control del automóvil que cae por un despeñadero. Angelina muere en el instante y Gustavo queda inconsciente. Ambos son llevados a un hospital donde está trabajando Mirta y también un amigo de Lucecita, quien va donde ella y le informa que su esposo ha muerto.
Mirta reconoce a Gustavo, el hombre que ella ama y que no pudo seducir, se percata de que está amnésico y que sólo recuerda a su niña, así que aprovecha cuando Doña María va de visita al hospital con la hija de Lucecita para raptar a Gustavo y también a la bebita y se los lleva muy lejos. Lucecita se da cuenta de que todo ha sido un plan de la enfermera para apartarle de su lado, junto a Sergio busca a su esposo e hija pero es en vano.
Muy lejos, Mirta hace creer a Gustavo que su esposa (Angelina) ha muerto en el accidente y a Doña María (a la que también ha hecho ir con ellos) le ha dicho que Lucecita ha muerto pero que no le diga a Gustavo pues sería contraproducente.
Lucecita entra a trabajar un tiempo en la casa de la familia Aldama.
Doña María cae enferma y Mirta la deja en un hospital, allí la buena mujer al borde de la muerte logra comunicarle a su nieta que su esposo e hija están bien y les dice el lugar en que se encuentran. Gustavo sigue sin recordar, una noche Mirta ya no aguanta más y se mete en la cama de Gustavo que no duda en abandonarse a la pasión junto a esa bella y malévola mujer.
Tras ser acusada de robo Lucecita deja la casa de los Aldama, por su parte Mirta ingresa a Gustavo en un hospital psiquiátrico. Lucecita y Modesta se instalan en su nueva casa y la joven decide cortar su cabello como penitencia para dar con el paradero de su esposo e hija.
Han pasado 3 años y Gustavo sale del hospital.
Lucecita busca trabajo en una casa, allí ve a Gustavo y se desmaya de la impresión. Mirta le cuenta a Lucecita que su esposo no puede recuperar la memoria porque tiene una extraña enfermedad que lo haría volverse completamente loco si lo hiciera y le ordena marcharse a lo que Lucecita responde contundentemente que jamás volverá a perder a su familia, así tenga que fingir que es la criada de la casa, tal y como sucede.
Lucecita despierta el interés de Enrique, secretario de Gustavo, éste no puede evitar sentir celos. Ante tanta cercanía es inevitable que de nuevo fluya el amor entre Gustavo y Lucecita, pero Mirta llena de intrigas a la pequeña Marita para que odie a Lucecita. Gustavo se entera de que Lucecita ya ha estado casada y no puede tolerarlo.
Modesta confiesa a Enrique toda la verdad sobre Lucecita y Gustavo.
Mirta tiene una pelea con Lucecita, luego inventa un desmayo y el falso médico que siempre está con ella diagnostica una enfermedad del corazón producida por el disgusto, Gustavo esta vez no tiene compasión y despide a Lucecita.
Gustavo le pide a Mirta que se case con él, Lucecita se entera y comienza a sentirse mal. Los amigos de Lucecita la ven sumida en una depresión, por lo que la convencen para que se ponga bonita y reconquiste a Gustavo, éste está muy enamorado de Lucecita pero temeroso de que Mirta sufra un ataque al corazón está decidido a abandonar el país junto a la enfermera y Marita, la niña desconsolada no quiere ser separada de Lucecita a quien le ha agarrado gran cariño. Lucecita le confiesa su amor a Gustavo y se va, dejándolo a él desesperado. Enrique confiesa a su amigo toda la verdad sobre Mirta y sus argucias. Gustavo le echa en cara a Mirta todo su desprecio y está decidido a ser feliz con su amada Lucecita. Mirta despechada elabora un plan para envenenar a Lucecita, pero quien se toma el brebaje es Marita quien cae en coma pero luego se restablece. Mirta es descubierta, en tanto que Gustavo ya puede recordar todo su pasado y busca a su esposa Lucecita para jurarle su amor eterno.

## Elenco
- Ada Riera-  Lucecita
- Humberto García- Gustavo
- Ivonne Attas- Angelina
- Gioia Lombardini- Mirta
- Esperanza Magaz  - Modesta
- Linda Albornoz- Rosalia
- Hermelinda Alvarado- Caruca
- Hilda Breer- Cristina
- Mario Brito  - Pancho
- Julio Capote- Ricardo
- Maria Eugenia Domínguez- Caty
- Juan Frankis
- Zuleima González- Marita
- Lucila Herrera  - Mercedes
- Martha Lancaste  - Rosa / Laura
- Martín Lantigua  - Álvaro
- Arnold Level
- Alejandro Mata- Franky
- Oscar Mendoza  - Sergio
- Jose Oliva  - Alejandro
- Hugo Pimentel  - Miguel
- Betty Ruth- Graciela
- Soraya Sanz- Fefa
- Mary Soliani- Lili
- Alfonso Urdaneta  - Dependiente
- Orlando Urdaneta- Jose Julian
- Maria Medina- Nora
- Gustavo González- Enrique

## Versiones
- Lucecita, telenovela realizada por la cadena Venevisión en el año de 1967, y protagonizada por Marina Baura y José Bardina.
- Estrellita, esa pobre campesina, realizada en 1968 y protagonizada por Marta González y Germán Krauss.
- Virginia, realizada en 1983 y protagonizada por Alba Roversi y Miguel Ángel Landa.
- Estrellita mía, realizada en 1987 y protagonizada por Andrea del Boca y Ricardo Darín.
- Lucerito, realizada por Jorge Barón TV en 1992 y protagonizada por Linda Lucía Callejas y Guillermo Gálvez.
- Luz María, realizada por América TV en 1998 y protagonizada por Angie Cepeda y Christian Meier.

## Curiosidades
- Esta segunda versión que hizo Venevisión; fue realizada para poder ser comercializada en el exterior, ya que la primera versión no fue grabada en video tape.
- Esta telenovela fue muy exitosa en Venezuela, sin embargo nunca pudo igualar los altísimos puntos de índice de audiencia que logró la original.